# Hubert Scharley
Hubert Scharley (* 11. Dezember 1905 in Gelsenkirchen; † 23. August 1969) war ein deutscher Gewerkschafter und Politiker (SPD). Von 1954 bis zu seinem Tod war er Mitglied des nordrhein-westfälischen Landtages und von 1963 bis zu seinem Tod Oberbürgermeister der Stadt Gelsenkirchen.

## Leben und Beruf
Nach dem Besuch der Volksschule absolvierte Scharley eine Lehre, trat 1920 der Gewerkschaft bei und war bis 1945 bei den Rheinstahl-Eisenwerken Gelsenkirchen AG tätig. Er wurde 1946 Gewerkschaftssekretär bei der Gewerkschaft Öffentliche Dienste, Transport und Verkehr (ÖTV) und war seit 1947 geschäftsführender Vorsitzender der DGB-Kreisverwaltung Gelsenkirchen.

## Partei
Scharley trat in die SPD ein und war Vorsitzender des Ortsvereins Gelsenkirchen-Altstadt.

## Abgeordneter
Scharley war seit 1948 Ratsmitglied der Stadt Gelsenkirchen und dort von 1959 bis 1963 Vorsitzender der SPD-Fraktion. Dem nordrhein-westfälischen Landtag gehörte er von 1954 bis zu seinem Tode an.

## Öffentliche Ämter
Scharley amtierte von 1963 bis zu seinem Tode als Oberbürgermeister der Stadt Gelsenkirchen.